# 오스트레일리아 요리

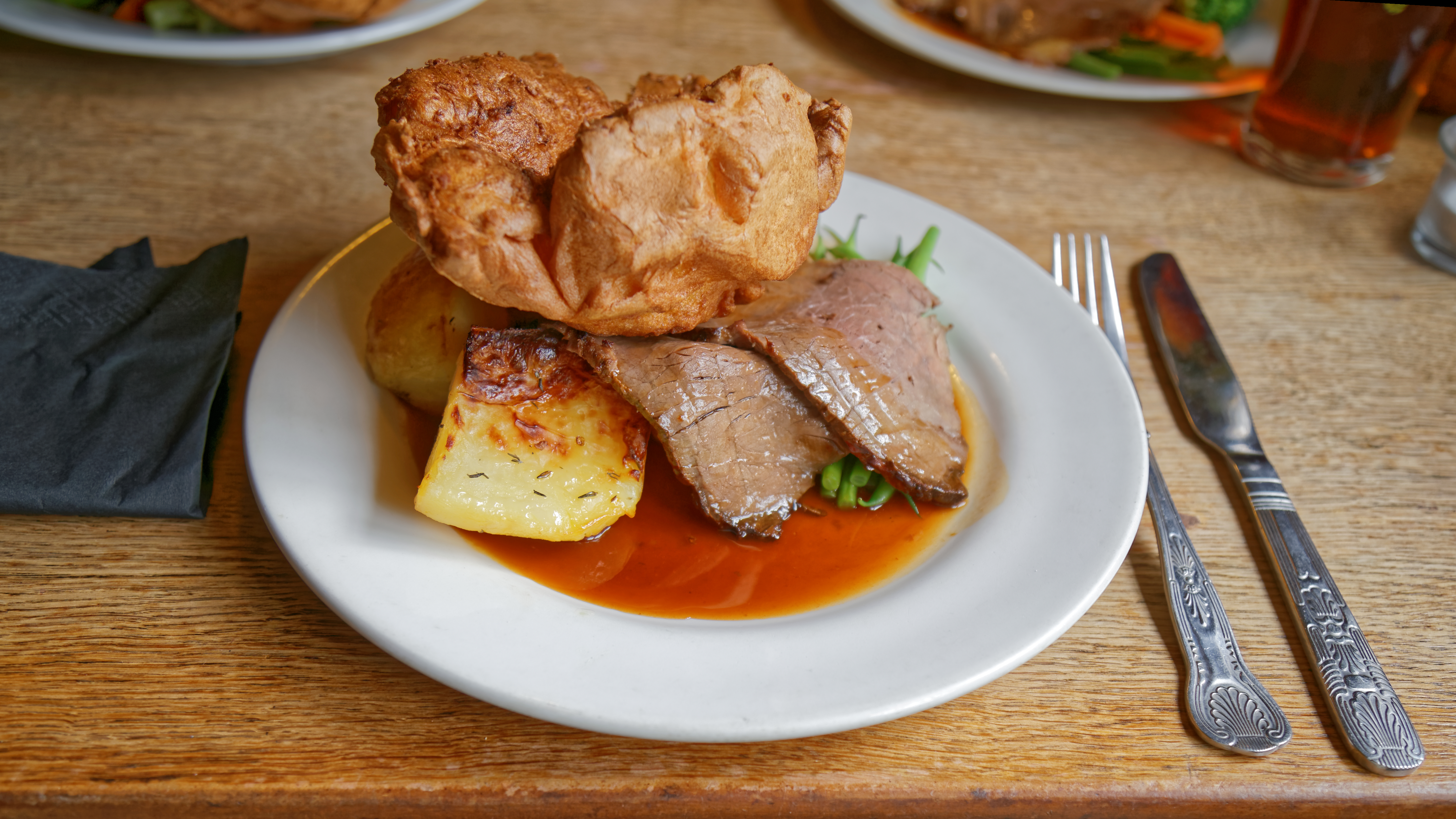
양고기 로스트

오스트레일리아 요리(Australia 料理, Australian cuisine 오스트레일리언 퀴진[*])는 오세아니아에 있는 오스트레일리아의 요리이다.  호주 요리(濠洲料理)로도 부른다. 오스트레일리아 원주민과 식민지 사회에서 맛볼 수 있는 요리로, 대규모 이주를 통해 건국된 나라인 오스트레일리아는 영국·유럽 대륙·아시아·중동·오스트레일리아 원주민 등 다양한 문화가 뒤섞인 독특한 요리문화를 가진다.
65,000년간 오스트레일리아에 선주해 왔던 오스트레일리아 원주민들은 캥거루를 비롯한 토착 식재료로 만든 독특한 수렵채집사회 식단을 형성해왔다. 오스트레일리아는 1788년부터 영국의 식민지였는데 이 기간 동안 영국 및 아일랜드 이민자들의 영향을 강하게 받는 식문화가 형성됐고 밀과 양고기 및 우육이 주된 재료가 됐다. 그 후 동아시아 지역을 비롯한 여러 나라에서 온 이민자들을 받아들이며 오스트레일리아 요리는 다양해졌다.

## 음료

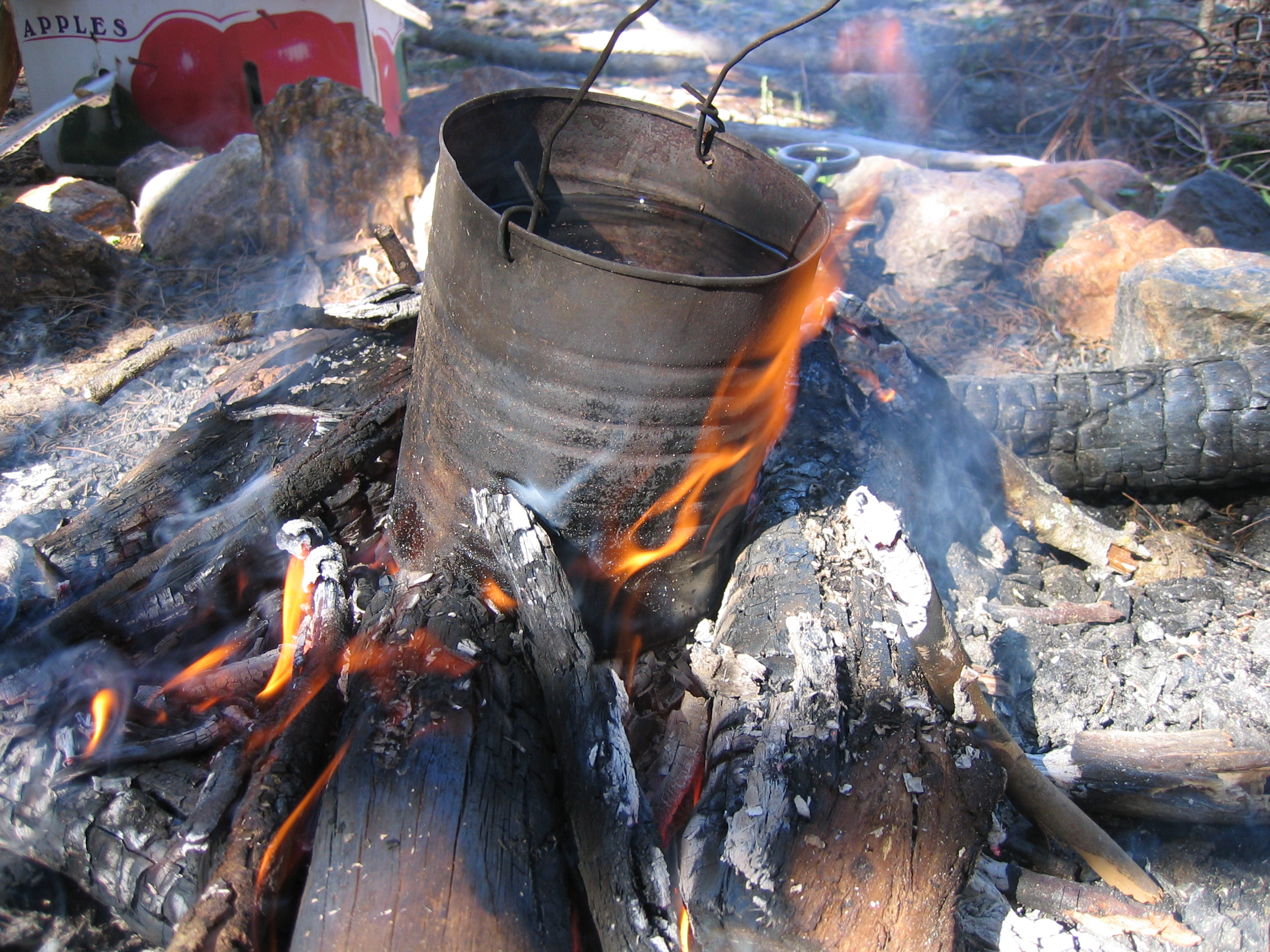

빌리 티는 인기있는 오스트레일리아 민요 "월칭 마틸다"에서 불운의 뜨내기 노동자가 준비한 음료이다.

## 생선 및 해산물

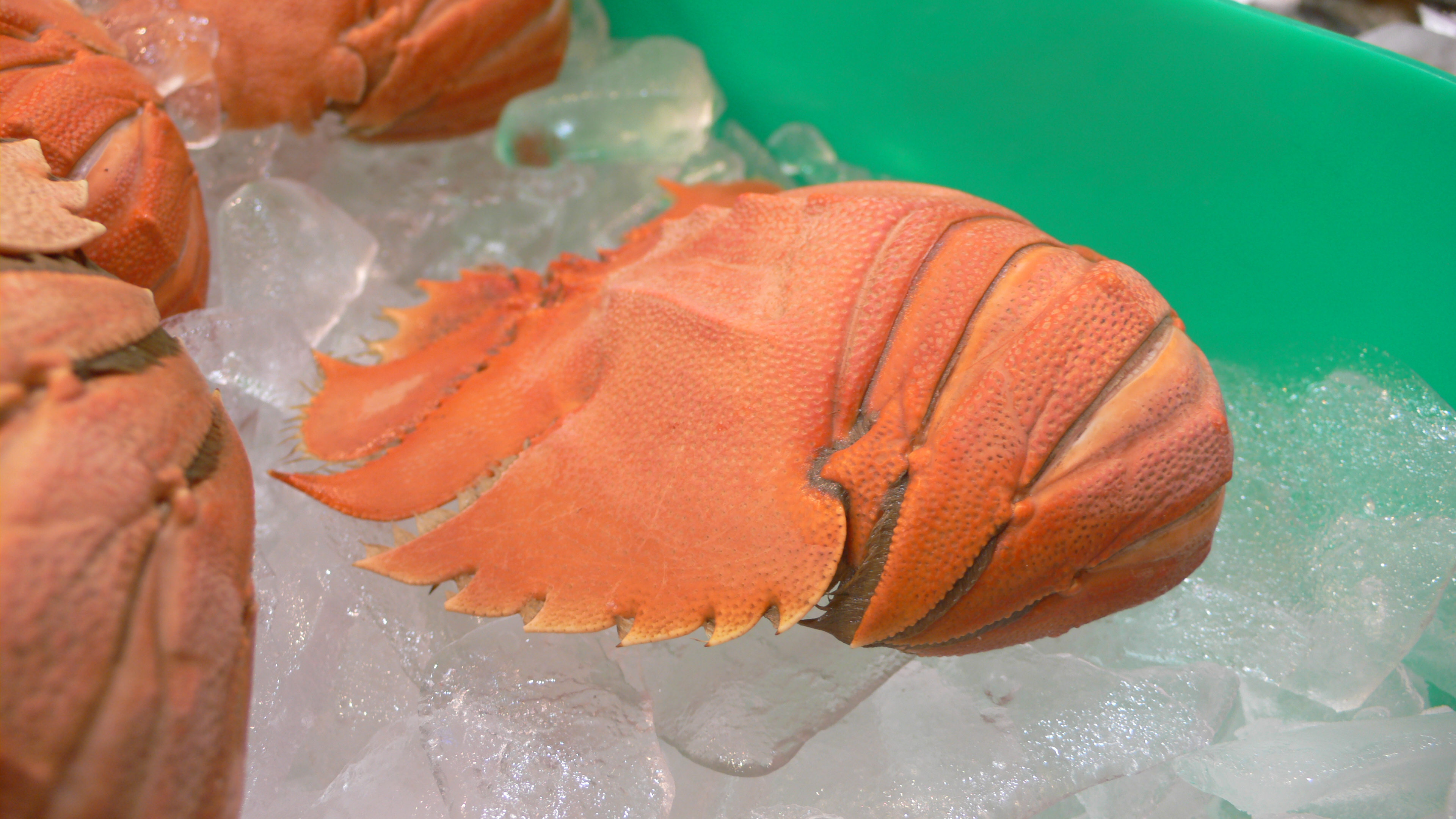

오스트레일리아의 1,100km2규모의 어촌은 세계에서 3번째로 크며 오스트레일리아 요리에 중대한 영향을 미치는 해산물에 대한 풍부한 접근성을 제공한다. 

## 같이 보기
- 오세아니아 요리